# Werner March
Werner Julius March (Charlottenburg, 17 de janeiro de 1894 – Berlim, 11 de janeiro de 1976) foi um arquiteto da Alemanha que trabalhou para Adolf Hitler. Entre as suas diversas obras, destaca-se o Estádio Olímpico de Berlim.